# Филсбибург
Филсбибург (њем. Vilsbiburg) град је у њемачкој савезној држави Баварска. Једно је од 35 општинских средишта округа Ландсхут. Према процјени из 2010. у граду је живјело 11.527 становника. Посједује регионалну шифру (AGS) 9274184.

## Географски и демографски подаци
Филсбибург се налази у савезној држави Баварска у округу Ландсхут. Град се налази на надморској висини од 449 метара. Површина општине износи 68,8 km². У самом граду је, према процјени из 2010. године, живјело 11.527 становника. Просјечна густина становништва износи 167 становника/km².